# آلمامی شومان باه
آلمامی شومان باه (انگلیسی: Almamy Schuman Bah؛ زادهٔ ۲۴ اوت ۱۹۷۴) بازیکن فوتبال اهل گینه است.
از باشگاه‌هایی که در آن بازی کرده‌است می‌توان به باشگاه فوتبال کلرمون فوت، باشگاه فوتبال کن، باشگاه فوتبال لو مان، باشگاه فوتبال متس، و باشگاه ورزشی مالاتیااسپور اشاره کرد.
وی همچنین در تیم ملی فوتبال گینه بازی کرده‌است.